# 大逆罪 (イギリス)
イギリス法における大逆罪（たいぎゃくざい、英: high treason）は、国王に対する重大な背信行為をその内容とする犯罪類型である。
イングランド法の犯罪（crime）の概念の中には軽罪（misdemeanor）と重罪（felony）があるが、かつてはその重罪の中でも国王に対する犯罪は反逆罪（treason）とみなされ、その中でも特に重いものが大逆罪（high treason）とみなされた。
大逆罪が成文法として明確になったのは、1351年にエドワード3世によって1351年反逆法で7つの大逆罪が制定された時である。
1. 国王、王妃、または国王の長男の死を企み、または目論むこと
2. 王妃、国王の未婚の王女、または国王の長男の妻を汚すこと
3. 国王に対し、その王国内で戦争を仕掛けること
4. 国王の敵に援助と安息を供与し、敵に味方すること
5. 王璽、国璽、または貨幣を偽造すること
6. 偽金を王国に持ちこむこと
7. 職務を遂行中の官吏や裁判官を殺害すること

その後、この法律の適用範囲は、アイルランド併合により1495年にはアイルランドに拡大され、また王冠統合により1708年にはスコットランドにも拡大された。
かつて大逆罪には死刑の中でも最も重い「首吊り・内臓抉り・四つ裂きの刑」が科せられていたが、1790年にこれが廃止されると、以後は斬首刑または絞首刑が科せられるようになった。大逆罪で最後に死刑になったのは、ナチスドイツに亡命して第二次世界大戦中を通じてドイツからイギリスに対しラジオによる厭戦プロパガンダ放送をし続けたウィリアム・ジョイスで、1946年1月3日に絞首刑に処せられている。
1351年反逆法は2019年現在でも効力を持つ法律だが、1973年には斬首刑が廃止されて絞首刑のみとなり（ただし実際に最後の斬首刑に処されたのは民衆蜂起を煽動してロンドン塔を襲撃する計画を共同謀議したとして大逆罪で死刑となったジェレマイア・ブランドレスで、1817年11月7日に斧で首打ちに処されている）、その絞首刑も1998年には廃止されたため、現在では大逆罪で科すことができる最高刑は終身刑である。